# Prima Lega 1998-1999 (Bahrein)
Il Campionato bahreinita di calcio 1998-1999 è stata la quarantatreesima edizione del torneo.

## Avvenimenti
La Bahrain Premier League venne vinta dall'Al-Muharraq, mentre l'Al-Hilal retrocesse in seconda divisione. La seconda divisione venne vinta dal Malikeya, che conquistò la promozione. Budaia, penultima classificata in Premier League, e Qalali, seconda della seconda divisione, si affrontarono in uno spareggio promozione-retrocessione, in cui il Budaia conquistò la permanenza nella massima divisione. Successivamente la retrocessione dell'Al-Hilal venne revocata, il Qalali fu ugualmente ammesso in prima divisione che venne amlpiata a 12 club, suddivisi in due gironi da sei squadre ciascuno.

## Classifica finale
|  |     | Classifica  | Pt | G  | V  | N  | P  | GF | GS | DR  |
|  | --- | ----------- | -- | -- | -- | -- | -- | -- | -- | --- |
|  | 1.  | Al-Muharraq | 39 | 18 | 12 | 3  | 3  | 40 | 11 | +29 |
|  | 2.  | Al-Ahli     | 30 | 18 | 8  | 6  | 4  | 26 | 21 | +5  |
|  | 3.  | Al-Riffa    | 28 | 18 | 5  | 8  | 5  | 30 | 29 | +1  |
|  | 4.  | Al-Bahrain  | 23 | 18 | 5  | 8  | 5  | 30 | 29 | +1  |
|  | 5.  | Isa Town    | 22 | 18 | 4  | 10 | 4  | 29 | 30 | -1  |
|  | 6.  | East Riffa  | 21 | 18 | 4  | 9  | 5  | 26 | 27 | -1  |
|  | 7.  | Al-Hala     | 20 | 18 | 3  | 11 | 4  | 19 | 22 | -3  |
|  | 8.  | Al-Bisitin  | 19 | 18 | 4  | 7  | 7  | 27 | 29 | -2  |
|  | 9.  | Budaiya     | 19 | 18 | 4  | 7  | 7  | 14 | 32 | -18 |
|  | 10. | Al Hilal    | 13 | 18 | 3  | 4  | 11 | 17 | 34 | -17 |

### Spareggio promozione-retrocessione
|         | Risultati |         | Luogo e data   |  |
| ------- | --------- | ------- | -------------- |  |
| Budaiya | 2 - 2     | Qalali  | 25 maggio 1999 |  |
| Qalali  | 0 - 3     | Budaiya | 30 maggio 1999 |  |

### Verdetti
Sul campo
- Al-Muharraq Campione del Bahrain 1998-1999.
- Al-Hilal retrocessa in seconda divisione come ultima classificata
- Budaia rimane in prima divisione vincendo lo spareggio con la seconda classificata della seconda divisione
- Malikeya promossa come prima classificata della seconda divisione

Provvedimenti successivi
Revoca retrocessione
- Al-Hilal